# Amazonenfeminisme
Het amazonenfeminisme is een tak van feminisme die vrouwelijke fysieke kracht benadrukt als manier om gendergelijkheid te krijgen. 
Er wordt veel aandacht besteed aan heldinnen in fictie, het gespierde lichaam van atletes, martial arts, kunst, literatuur en seksuele waardes en praktijk.
Het verzet zich tegen het stereotiepe beeld van vrouwen die passief, zwak en hulpeloos zijn en discriminatie op gronden van het niet naleven van deze stereotypes.
Amazonenfeminisme verwerpt het idee dat er typische karakteristieken en interesses inherent vrouwelijk of mannelijk zijn.

## Geschiedenis
Leden van de militante groep van suffragettes, zeker degenen die meededen aan gewelddadig politiek protest, werden vaak Amazones genoemd door romanschrijvers en journalisten.
De oorsprong van de term Amazon Feminism kan getraceerd worden naar meerdere bronnen, inclusief Thomas Gramstad.